# Kangshan (sockenhuvudort i Kina, Jiangxi Sheng, lat 28,88, long 116,43)
Kangshan är en sockenhuvudort i Kina. Den ligger i provinsen Jiangxi, i den sydöstra delen av landet, omkring 58 kilometer öster om provinshuvudstaden Nanchang. Antalet invånare är 9 276. Befolkningen består av 4 421 kvinnor och 4 855 män. Barn under 15 år utgör 20,0 %, vuxna 15-64 år 71 %, och äldre över 65 år 7,0 %.
Runt Kangshan är det tätbefolkat, med 442 invånare per kvadratkilometer. Närmaste större samhälle är Dongyuan, 12,4 km söder om Kangshan. Trakten runt Kangshan består till största delen av jordbruksmark.
Genomsnittlig årsnederbörd är 2 373 millimeter. Den regnigaste månaden är juni, med i genomsnitt 357 mm nederbörd, och den torraste är oktober, med 36 mm nederbörd.